# HD 154857 b
HD 154857 b是一顆距離地球約209光年的太陽系外行星，位於天壇座。該行星是在高離心率軌道上的氣體巨行星。天文學家使用澳洲英澳天文台的英澳望遠鏡 UCLE 光譜儀進行觀測而發現了它。

## 外部連結
- . The Extrasolar Planets Encyclopaedia.   [2008-07-21]. （原始内容存档于2012-05-16）.
- . Extrasolar Visions.   [2008-07-21]. （原始内容存档于2010-10-06）.
- Simulation HD 154857 b
- news.bbc.co.uk （页面存档备份，存于）